# Kishu mikan
De kishu mikan (Citrus kinokuni) is een 2,5 tot 4,5 cm grote citrusvrucht, die afkomstig is uit de provincie Jiangxi in Zuid-China. De vrucht lijkt sterk op een mandarijn. De kishu mikan wordt al ongeveer 1300 jaar in China gecultiveerd en was oorspronkelijk gereserveerd voor de keizerlijke families. Met geregistreerd handelsmerk Cherry oranges zijn in 2006 voor het eerst naar Zwitserland geëxporteerd en worden sindsdien langzamerhand ook door de rest van Europa gedistribueerd onder het merk BestChoice.

## Smaak
Deze vrucht heeft een zeer dunne zachte schil, bevat 7 tot 19 partjes en is zeer sappig. De vrucht is zeer zoet (brix 14°-18°) en bevat een zeer hoog gehalte aan vitamine C. Het fruit heeft een dun schilletje (0,11 cm), dat zich gemakkelijk laat afpellen. Ze zijn bijna geheel pitloos.

## Teelt
In april dragen de vruchtbomen bloesems. De kishu mandarijn worden maximaal 5 cm groot en worden in november geoogst. Per boom kan ongeveer 40 kg fruit per jaar geoogst worden. Omdat de vruchten rijp geoogst worden, moeten de kishu mikanen zorgvuldig verpakt worden om beschadiging tijdens transport te voorkomen.

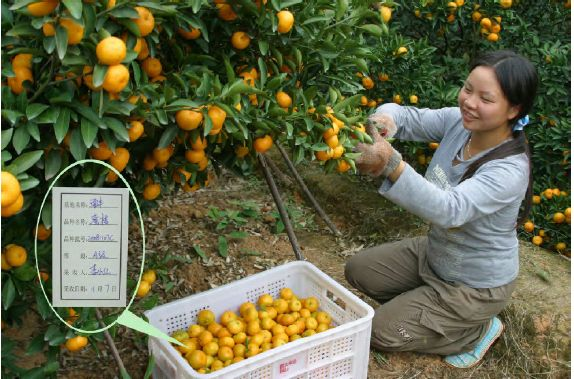
Oogst

... · 
C. aurantifolia (limoen) · 
C. aurantium (zure sinaasappel) · 
Citrus aurantium subsp. currassuviencis (laraha) · 
C. bergamia (bergamot) · 
C. ×clementina (clementine) · 
C. hystrix (papeda) · 
C. japonica (Chinese kumquat) · 
C. ×junos (yuzu) · 
C. kinokuni (cherry orange) · 
C. limon (citroen) · 
C. maxima (pompelmoes) · 
C. maxima × paradisi (pomelo) · 
C. medica (sukadeboom) · 
C. ×microcarpa (calamondin) · 
C. ×natsudaidai (amanatsu) · 
C. ×paradisi (grapefruit) · 
C. reshni · 
C. reticulata (mandarijn) · 
C. reticulata × paradisi (ugli) · 
C. reticulata 'Satsuma' (satsuma) · 
C. sinensis (sinaasappel) · 
C. sinensis 'Cara cara' (cara cara) · 
C. ×tangelo (tangelo) · 
...